# Reks Sewastopol
Reks Sewastopol (ukr. «Рекс» Севастополь) – ukraiński klub piłkarski z siedzibą w mieście Sewastopol), na południu kraju, działający w latach 1917–1924.

## Historia
Chronologia nazw:
- 1917: Reks Sewastopol (ukr. «Рекс» Севастополь, ros. «Рекс» Севастополь)
- 1924: klub rozwiązano

Drużyna piłkarska Reks została założona w Sewastopolu w 1917 roku przy Sewastopolskim Kole Miłośników Sportu (SHLS). Nazwa "Rex" jest tłumaczone z łaciny jako "król".
W 1917 roku zespół startował w mistrzostwach miasta Sewastopol, zdobywając tytuł mistrza. W styczniu 1919 roku rozegrał na boisku za Bulwarem Historycznym dwa mecze przeciwko drużynie francuskich wojsk okupacyjnych, które zakończyły się zwycięstwem drużyny Sewastopola równym wynikiem (4:0). Te mecze są pierwszymi międzynarodowymi meczami w historii piłki nożnej w Sewastopolu.
Kolejne międzynarodowe spotkanie klubu odbyło się 8 września 1920 roku. Następnie zespół pokonał drużynę angielskiego przywódcy niszczycieli "Montrose" (2:0). W lipcu 1921 roku grał w Moskwie z Towarzystwem Amatorskiego Narciarstwa (OLLS), przyszłą drużyną CSKA, i przegrał wynikiem (0:4). 25 stycznia 1922 roku na boisku koło szpitala miejskiego rozegrał mecz z drużyną Załogi Floty Czarnomorskiej. W towarzyskim meczu ze Spartakiem Charków drużyna dwukrotnie zwyciężyła (4:1 i 2:0), a na same mecze przybyło ponad 5 tysięcy widzów.
Klub był najsilniejszą drużyną w Sewastopolu i na Krymie. Na podstawie wyników mistrzostw Sewastopola w różnych dyscyplinach sportowych, które odbyły się w lipcu 1923 roku, Reksowi przyznano tytuł mistrza bez rywalizacji. Gazeta "Czerwony Sport" (obecnie "Sowiecki Sport") z 1924 roku tak opisywała sukcesy Reksa z poprzedniego roku: "Najlepsza krymska drużyna S.K.L.S. - "Rex" odniosła wspaniały sukces w 1923 roku, która przez cały rok nie zaliczyła ani jednej porażki na Krymie i zdobyła mistrzostwo Krymu z Symferopolem z wynikiem 2:1".
Nowy rząd radziecki decyzją Rady Komisarzy Ludowych RSFSR z 27 czerwca 1923 roku podjął decyzję o rozwiązaniu organizacji sportowych utworzonych na mocy prawa Imperium Rosyjskiego. Decyzję prawną o rozwiązaniu SHLS i wszystkich utworzonych przy nim zespołów, w tym "Reks", podjęła Rada Kultury Fizycznej Miasta Sewastopol 9 kwietnia 1924 roku. Wraz z likwidacją Sewastopolskiego Koło Miłośników Sportu w mieście na jakiś czas ustały wszelkie rozgrywki piłkarskie, a drużyny rywalizowały jedynie w meczach towarzyskich. Najsilniejsi piłkarze będący członkami SHLS (w tym Reksa) po rozwiązaniu koła przenieśli się do drużyny sportowej utworzonej w maju 1924 roku w ramach związku Mistran (Miejski Transport).

## Sukcesy
- mistrz Sewastopola (2): 1917, 1923